# Scott Mechlowicz
Scott David Mechlowicz (* 17. Januar 1981 in New York City) ist ein US-amerikanischer Schauspieler. Er begann seine Schauspielkarriere im Jahre 2003 und wurde besonders durch seine Hauptrollen in der Komödie Eurotrip und den Dramen Mean Creek und Peaceful Warrior bekannt.

## Leben
Mechlowicz wurde in New York City geboren und wuchs in einer jüdischen Familie auf; seine Mutter ist von Beruf Atmungstherapeutin. Aufgewachsen ist er in Texas, dort lernte er auch seine Freundin Heather Weeks kennen. Er bekam seinen Abschluss auf der Plano Senior High School und besuchte ein Semester lang die University of Texas at Austin. Mechlowicz zog danach nach Los Angeles, wo er an der University of California (UCLA) studierte und 2003 seinen Hochschulabschluss in einem Schauspielprogramm der Musikhochschule erwarb.

## Filmografie
- 2004: Eurotrip, Rolle: Scott Thomas (Scotti)
- 2004: Mean Creek, Rolle: Marty
- 2004: Dr. House, Rolle: Patient; Staffel 1, Episode 2
- 2006: Peaceful Warrior, Rolle: Dan Millman
- 2007: Gone – Lauf um dein Leben, Rolle: Taylor
- 2011: Waiting Forever, Rolle: Jim Donner
- 2011: Cat Run, Rolle: Anthony
- 2015: Demonic – Haus des Horrors, Rolle: Bryan